# Буфалини, Маурицио
Маурицио Буфалини (итал. Maurizio Bufalini ; 4 июня 1787. Чезена, Эмилия-Романья — 31 марта 1875) — итальянский медик, патолог, писатель

, педагог, профессор, политический и государственный деятель, сенатор Италии с 1860 года.

## Биография
Сын врача. По отзыву специалистов — самый знаменитый, плодотворный и выдающийся итальянский патолог первой половины XIX века, создатель новой тосканской медицинской школы. В 1813 году стал профессором в Болонском университете, но в 1814 году, с наступлением реакции в политической жизни Италии, потерял профессуру, удалился в родной город Чезена, где занялся частной практикой.
В 30летнем возрасте написал труд «Fondamenti di patologia analitica», выдержавший три издания и произвёдший переворот в итальянском медицинском мире.
В 1830 году вновь стал профессором практической медицины. В 1835 году перешёл во флорентийский университет, в котором преподавал в течение 26 лет. Убеждённый противник виталистических теорий и философской мысли Джона Брауна. Положил аналитический и экспериментальный метод в основу медицинской науки и был одним из самых убеждённых сторонников индуктивного клинического метода.
Член национальной академии Линчеи (1875), член Академии делла Круска.
Умер в 1875 году.
Имел громадное влияние на итальянскую учащуюся молодёжь, стекавшуюся к нему со всей Италии.